# 熨斗谷樱
熨斗谷樱（日语：／ Noshitani Sakura，1997年9月29日—），日本艺术体操运动员，2018年世界艺术体操锦标赛5人圈操银牌得主、2019年世界艺术体操锦标赛5人球操金牌得主、集体全能和3人圈操+2人棒操银牌得主。